# Martin Kreuzriegler
Martin Kreuzriegler (10 gennaio 1994) è un calciatore austriaco, difensore del Grazer AK.

## Carriera

### Club
Kreuzriegler è cresciuto nelle giovanili dello SV Reichraming, per poi passare all'AKA Linz. Passato poi al Blau-Weiß Linz, ha esordito in Erste Liga in data 4 maggio 2012, quando ha sostituito Boris Arapović nella vittoria per 1-0 sul Lustenau 07. È rimasto in squadra per tre stagioni.
Nel 2014, è passato all'Horn. Ha debuttato con questa maglia il 21 luglio dello stesso anno, schierato titolare nella sconfitta per 3-0 subita sul campo del St. Pölten. Ha totalizzato 27 presenze tra campionato e coppa, senza segnare reti.
La stagione successiva è passato all'Austria Lustenau, sempre in Erste Liga. Ha giocato la prima partita con la nuova casacca il 24 luglio, nella vittoria casalinga per 2-0 contro il Wiener Neustadt.
In vista del campionato 2016-2017, Kreuzriegler si è accordato con il Floridsdorfer. Il 22 luglio 2016 ha quindi esordito con la nuova squadra, trovando anche la rete nella sconfitta subita per 2-1 sul campo del Wacker Innsbruck.
Nell'estate 2017 ha lasciato l'Austria per approdare ai maltesi dell'Hibernians. Ha debuttato per il nuovo club il 4 luglio, in occasioni dei turni di qualificazione alla Champions League: è stato titolare nel successo per 0-1 sul campo dell'FCI Tallinn. Il 18 agosto ha disputato invece il primo incontro nella Premier League Malti, subentrando a Joseph Mbong nella vittoria per 4-0 sul St. Andrews.
A giugno 2018 ha fatto ritorno in patria, firmando un contratto biennale con il Blau-Weiß Linz. È tornato a calcare i campi da calcio locali il 27 luglio, nella vittoria per 0-2 maturata sul campo del Wiener Neustadt. Il 16 agosto 2019 ha trovato la prima rete con questa maglia, nel successo interno per 4-3 sull'Austria Vienna II.
Il 25 giugno 2020, Kreuzriegler ha firmato un contratto biennale con i norvegesi del Sandefjord. L'accordo sarebbe stato valido a partire dal 1º luglio, alla scadenza del precedente legame con il Blau-Weiß Linz. Ha esordito in Eliteserien in data 5 luglio, sostituendo Erik Næsbak Brenden nella sconfitta subita in casa contro il Sarpsborg 08 con il punteggio di 0-3. Il 1º novembre ha siglato la prima rete nella massima divisione locale, nel 3-3 contro il Brann.
Il 25 gennaio 2022, Kreuzriegler è stato ingaggiato dai polacchi del Widzew Łódź, club all'epoca militante in I liga: ha scelto di vestire la maglia numero 33. Ha debuttato per il nuovo club il 25 febbraio, sostituendo Daniel Tanżyna nella sconfitta per 2-5 subita contro l'Arka Gdynia. A fine stagione, la squadra ha conquistato la promozione in Ekstraklasa.
Il 17 luglio 2022 ha quindi giocato la prima partita nella massima divisione locale, nella sconfitta per 2-1 in casa del Pogoń Stettino. Il 16 ottobre successivo ha realizzato il primo gol in Ekstraklasa, nel 3-0 sullo Zagłębie Lubin.
Svincolato al termine di quella stessa stagione, in data 24 luglio 2023 è stato reso noto il suo ritorno in Norvegia, nelle file del Vålerenga: ha siglato un accordo valido fino al 31 dicembre 2024 e che sarebbe stato ratificato a partire dal 1º agosto, data di riapertura del calciomercato locale.

### Nazionale
Kreuzriegler ha rappresentato l'Austria a livello Under-16, Under-17, Under-18 e Under-19.

## Statistiche

### Presenze e reti nei club
Statistiche aggiornate al 19 luglio 2024.
| Stagione              | Club                  | Campionato            | Campionato | Campionato | Coppe nazionali | Coppe nazionali | Coppe nazionali | Coppe continentali | Coppe continentali | Coppe continentali | Supercoppe | Supercoppe | Supercoppe | Totale | Totale |
| Stagione              | Club                  | Comp                  | Pres       | Reti       | Comp            | Pres            | Reti            | Comp               | Pres               | Reti               | Comp       | Pres       | Reti       | Pres   | Reti   |
| --------------------- | --------------------- | --------------------- | ---------- | ---------- | --------------- | --------------- | --------------- | ------------------ | ------------------ | ------------------ | ---------- | ---------- | ---------- | ------ | ------ |
| 2011-2012             | Blau-Weiß Linz        | 2L                    | 2          | 0          | CA              | 0               | 0               | -                  | -                  | -                  | -          | -          | -          | 2      | 0      |
| 2012-2013             | Blau-Weiß Linz        | 2L                    | 15         | 0          | CA              | 0               | 0               | -                  | -                  | -                  | -          | -          | -          | 15     | 0      |
| 2013-2014             | Blau-Weiß Linz        | RL                    | 13         | 0          | CA              | 0               | 0               | -                  | -                  | -                  | -          | -          | -          | 13     | 0      |
| 2014-2015             | Horn                  | 2L                    | 25         | 0          | CA              | 2               | 0               | -                  | -                  | -                  | -          | -          | -          | 27     | 0      |
| 2015-2016             | Austria Lustenau      | 2L                    | 12         | 0          | CA              | 1               | 0               | -                  | -                  | -                  | -          | -          | -          | 13     | 0      |
| 2016-2017             | Floridsdorfer         | 2L                    | 32         | 2          | CA              | 3               | 0               | -                  | -                  | -                  | -          | -          | -          | 35     | 2      |
| 2017-2018             | Hibernians            | PL                    | 25         | 1          | CM              | 3               | 0               | UCL                | 3                  | 0                  | SM         | 1          | 0          | 32     | 1      |
| 2018-2019             | Blau-Weiß Linz        | 2L                    | 28         | 0          | CA              | 1               | 0               | -                  | -                  | -                  | -          | -          | -          | 29     | 0      |
| 2019-2020             | Blau-Weiß Linz        | 2L                    | 21         | 5          | CA              | 2               | 1               | -                  | -                  | -                  | -          | -          | -          | 23     | 6      |
| Totale Blau-Weiß Linz | Totale Blau-Weiß Linz | Totale Blau-Weiß Linz | 79         | 5          |                 | 3               | 1               |                    | -                  | -                  |            | -          | -          | 82     | 6      |
| lug.-dic. 2020        | Sandefjord            | ES                    | 24         | 1          | -               | -               | -               | -                  | -                  | -                  | -          | -          | -          | 24     | 1      |
| 2021                  | Sandefjord            | ES                    | 27         | 1          | CN              | 0               | 0               | -                  | -                  | -                  | -          | -          | -          | 27     | 1      |
| Totale Sandefjord     | Totale Sandefjord     | Totale Sandefjord     | 51         | 2          |                 | 0               | 0               |                    | -                  | -                  |            | -          | -          | 51     | 2      |
| gen.-giu. 2022        | Widzew Łódź           | 1L                    | 13         | 0          | CP              | -               | -               | -                  | -                  | -                  | -          | -          | -          | 13     | 0      |
| 2022-2023             | Widzew Łódź           | EK                    | 30         | 3          | CP              | 1               | 0               | -                  | -                  | -                  | -          | -          | -          | 31     | 3      |
| Totale Widzew Łódź    | Totale Widzew Łódź    | Totale Widzew Łódź    | 43         | 3          |                 | 1               | 0               |                    | -                  | -                  |            | -          | -          | 44     | 3      |
| ago.-dic. 2023        | Vålerenga             | ES                    | 2          | 0          | CN              | 0               | 0               | -                  | -                  | -                  | -          | -          | -          | 2      | 0      |
| gen.-lug. 2024        | Vålerenga             | 1D                    | 14         | 1          | CN              | 4               | 0               | -                  | -                  | -                  | -          | -          | -          | 18     | 1      |
| Totale Vålerenga      | Totale Vålerenga      | Totale Vålerenga      | 16         | 1          |                 | 4               | 0               |                    | -                  | -                  |            | -          | -          | 20     | 1      |
| 2024-2025             | Grazer AK             | 2L                    | 0          | 0          | CA              | 0               | 0               | -                  | -                  | -                  | -          | -          | -          | 0      | 0      |
| Totale                | Totale                | Totale                | 283        | 14         |                 | 17              | 1               |                    | 3                  | 0                  |            | 1          | 0          | 304    | 15     |